# Primula marginata
Primula marginata är en viveväxtart som beskrevs av William Curtis. Primula marginata ingår i släktet vivor, och familjen viveväxter. Inga underarter finns listade i Catalogue of Life.

## Bildgalleri

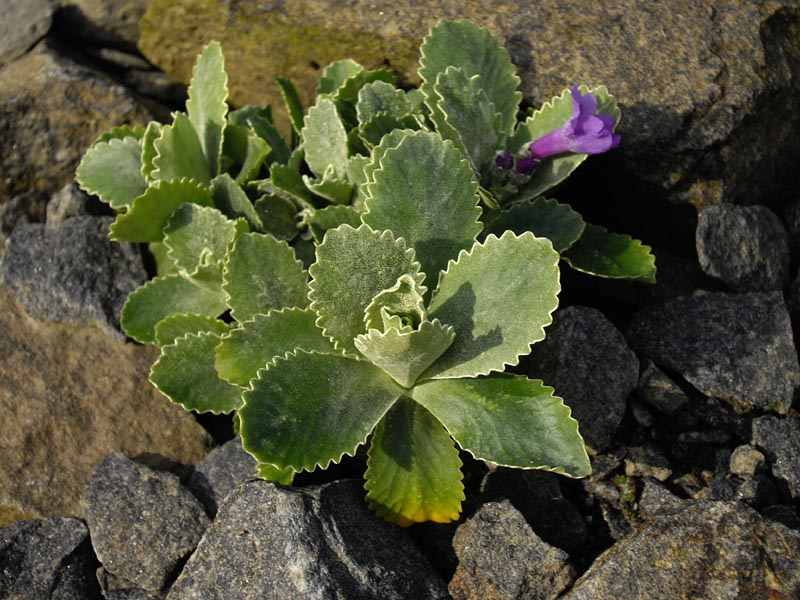
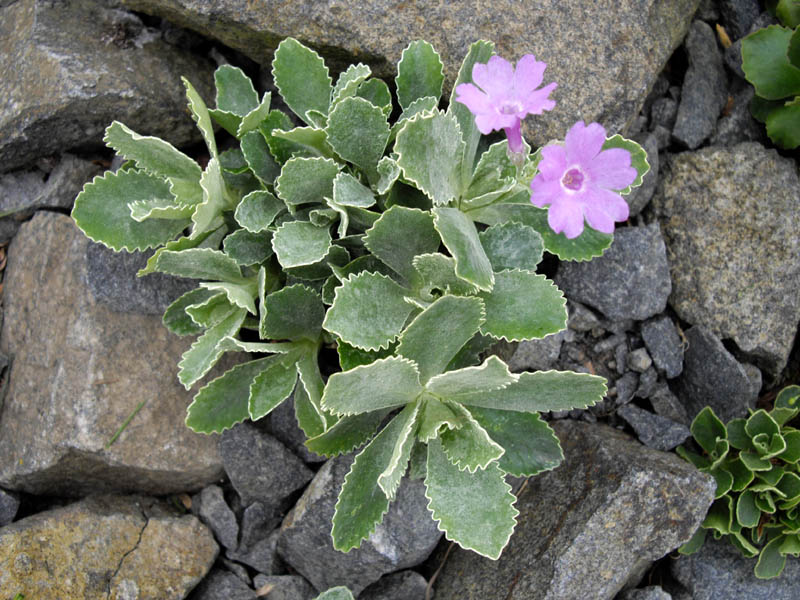
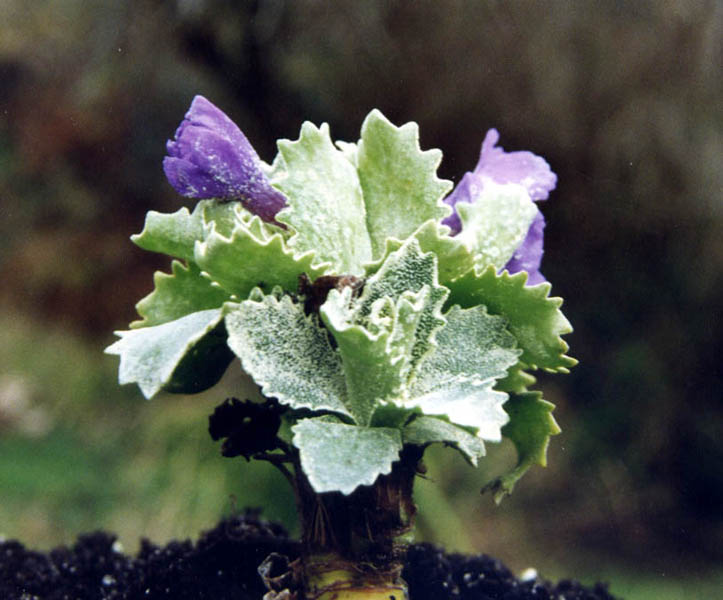
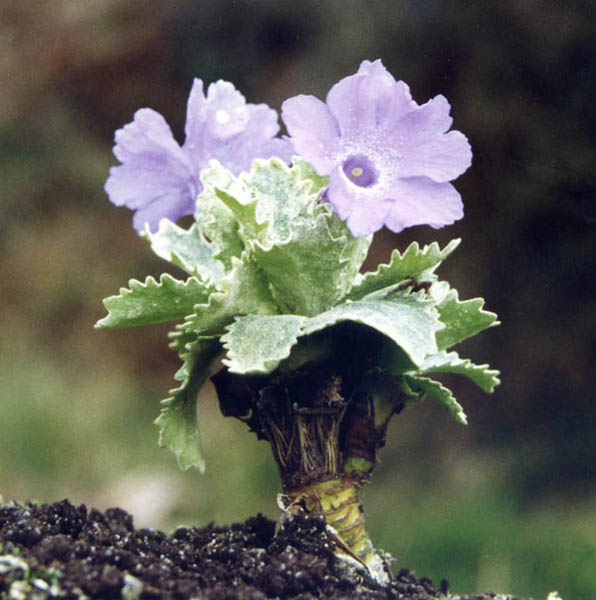
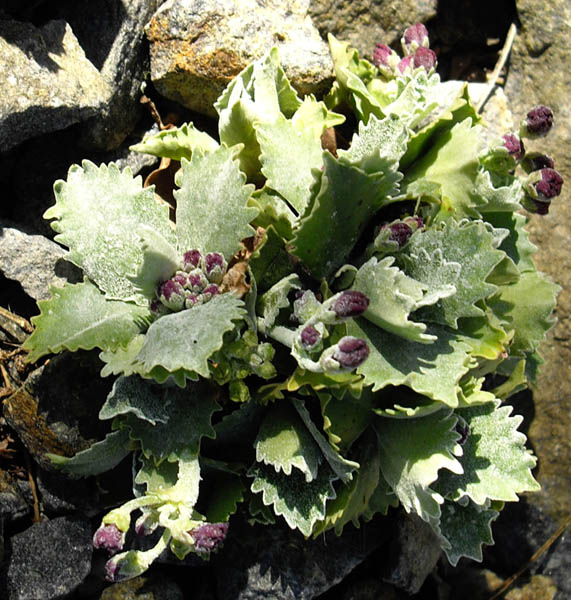
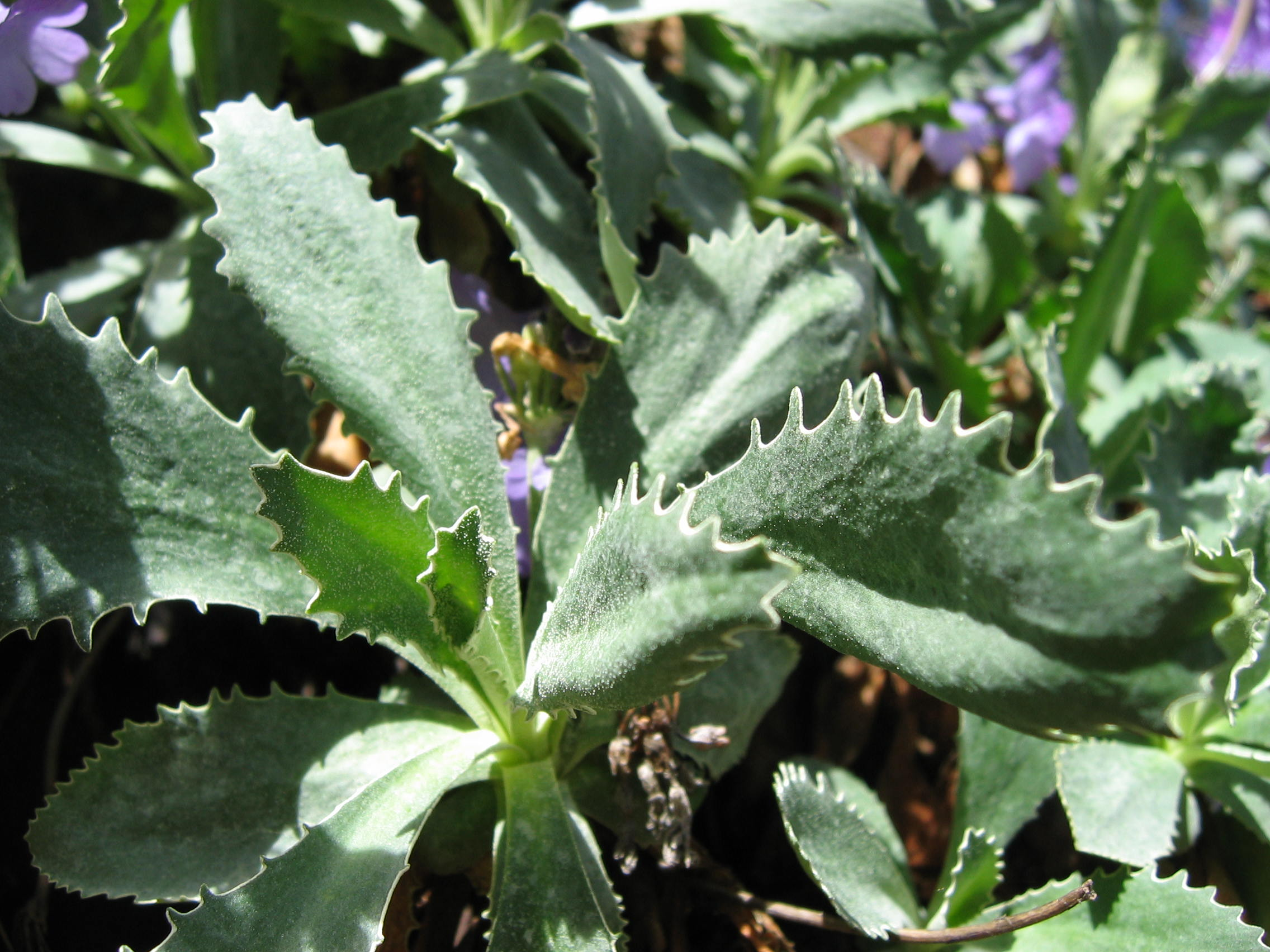